# Фредді Спенсер
Фредерік «Фредді» Бурде Спенсер, також відомий за прізвиськом Швидкий Фредді (англ. Frederick Burdette Spencer; народився 20 грудня 1961, Шрівпорт, Луїзіана, США) — колишній американський мотогонщик, триразовий чемпіон світу з шосейно-кільцевих мотогонок MotoGP: двічі у класі 500сс (1983 та 1985) та один раз у класі 250сс (1985). Один з п'яти мотогонщиків (і поки останній), які вигравали чемпіонат світу в класі 500сс та одному з молодших класів; єдиний спортсмен, який виграв чемпіонати у класах 500сс та 250сс одночасно в одному сезоні. У 2001 році Фредді Спенсер введений Міжнародною мотоциклетною федерацією в «Зал слави MotoGP».

## Біографія
Після перемоги в 1978 році у національному чемпіонаті США з дорожніх гонок у класі 250сс, Фредді Спенсер підписав контракт з командою «American Honda» для участі у національній серії Superbike. Він отримав міжнародну популярність в 1980 році, коли виграв обидві гонки трансатлантичного турніру, в якому змагалися гонщики з США та Великої Британії, перемігши чемпіонів світу Кенні Робертса і Баррі Шина.
У 1982 році Фредді провів свій перший повноцінний сезон у чемпіонаті світу з шосейно-кільцевих мотоперегонів MotoGP, виступаючи за команду «Honda-HRC» на мотоциклі нової моделі NS500. У першій же гонці сезону Спенсер піднявся на подіум, посівши третє місце. На сьомій гонці сезону, яка відбувалася у Бельгії, Фредді здобув дебютну перемогу на Гран-Прі.
У 1983 році Фредді Спенсер виграв свій перший чемпіонат світу в класі 500cc у віці 21 року, ставши наймолодшим гонщиком, що виграв титул, перевершивши досягнення Майка Хейлвуда. Сезон 1983 року залишиться в історії за одне з найбільш драматичних протистоянь в історії MotoGP: Спенсер на Honda і Кенні Робертс на Yamaha боролися за титул протягом року, здобувши по 6 перемог на етапах. Доля чемпіонства визначалась на останньому етапі у Сан Марино, перед яким у Фредді була перевага у 5 очок. Протягом гонки лідирував Робертс, але він свідомо сповільнив свій темп, щоб його партнер по команді Едді Лоусон зміг зайняти друге місце, між ним та Спенсером. Проте цього не сталося і Фредді Спенсер зайняв друге місце, чого виявилось достатньо для завоювання чемпіонського титулу.
У 1984 році Honda представила принципово нову модель NSR500, у якій паливний бак знаходився під двигуном, а розширювальні камери під виглядом баку — над двигуном. Кілька травм перешкодили Фредді Спенсеру захистити титул чемпіона, він зайняв лише четверте місце в чемпіонаті. Незважаючи на це, він все ж зумів виграти три гонки на NSR500, і дві на NS500.
1985 виявився історичним роком для Спенсера. Він почав сезон, вигравши престижну гонку Daytona 200, в тому числі і у класах 250cc та Superbike, що робить його єдиним гонщиком, щоб переміг у всіх трьох класах протягом одного року. У чемпіонаті MotoGP Спенсер брав участь в змаганнях у класах 250cc і 500cc, вигравши обидва титули в тому ж році. Він став єдиним гонщиком, що тріумфував у цих двох класах протягом одного сезону. Його кар'єра була перервана травмою зап'ястя, що, можливо, було викликано фізичним навантаженням виступів у двох чемпіонатах протягом одного сезону. Після свого історичного сезону 1985 року, Фредді Спенсер більше не виграв жодної гонки Гран-Прі. Він пішов з гонок MotoGP на початку 1988 року, хоча пізніше було кілька невдалих спроб повернення, у 1989 і 1993 роках. Він повернувся в гонки американського чемпіонату Superbike в 1990 році, вигравши три гонки.
Спенсер виступав на мотоциклах кількох марок під час своєї гоночної кар'єрі, вигравши свій перший національний чемпіонат Superbike на Kawasaki, але найбільші його успіхи пов'язані з Honda і його партнерством з інженером Ервом Канемото. Він виграв усі три свої світові титули на Honda з Канемото як головний механік. Спенсер також деякий час працював з командою «Yamaha Agostini» і закінчив свою кар'єру на Ducati в національному чемпіонаті США.

## Статистика виступів у MotoGP
Система нарахування очок, яка діяла у 1969—1987 роки:
| Місце | 1  | 2  | 3  | 4 | 5 | 6 | 7 | 8 | 9 | 10 |
| Очки  | 15 | 12 | 10 | 8 | 6 | 5 | 4 | 3 | 2 | 1  |

Система нарахування очок, яка діяла у 1988—1992 роки:
| Місце | 1  | 2  | 3  | 4  | 5  | 6  | 7 | 8 | 9 | 10 | 11 | 12 | 13 | 14 | 15 |
| Очки  | 20 | 17 | 15 | 13 | 11 | 10 | 9 | 8 | 7 | 6  | 5  | 4  | 3  | 2  | 1  |

Система нарахування очок, яка діяла з 1993 року:
| Місце | 1  | 2  | 3  | 4  | 5  | 6  | 7 | 8 | 9 | 10 | 11 | 12 | 13 | 14 | 15 |
| Очки  | 25 | 20 | 16 | 13 | 11 | 10 | 9 | 8 | 7 | 6  | 5  | 4  | 3  | 2  | 1  |

### У розрізі сезонів
| Сезон  | Клас   | Команда                  | Мотоцикл | Гонки | Перемоги | Подіуми | Поул | Очки | Місце |
| ------ | ------ | ------------------------ | -------- | ----- | -------- | ------- | ---- | ---- | ----- |
| 1980   | 500 cc | Spencer Yamaha           | YZR500   | 1     | 0        | 0       | 0    | 0    | нк    |
| 1981   | 500 cc | Honda-HRC                | NR500    | 1     | 0        | 0       | 0    | 0    | нк    |
| 1982   | 500 cc | Honda-HRC                | NS500    | 11    | 2        | 5       | 4    | 72   | 3     |
| 1983   | 500 cc | Honda-HRC                | NS500    | 12    | 6        | 10      | 6    | 144  | 1     |
| 1984   | 500 cc | Honda-HRC                | NS500    | 2     | 2        | 2       | 2    | 87   | 4     |
| 1984   | 500 cc | Honda-HRC                | NSR500   | 5     | 3        | 4       | 4    | 87   | 4     |
| 1985   | 250 cc | Rothmans Honda-HRC       | NSR250   | 10    | 7        | 8       | 6    | 127  | 1     |
| 1985   | 500 cc | Rothmans Honda-HRC       | NSR500   | 11    | 7        | 10      | 10   | 141  | 1     |
| 1986   | 500 cc | Rothmans Honda-HRC       | NS500    | 2     | 0        | 0       | 1    | 0    | нк    |
| 1987   | 500 cc | Rothmans Honda-HRC       | NS500    | 4     | 0        | 0       | 0    | 4    | 20    |
| 1989   | 500 cc | Marlboro Agostini Yamaha | YZR500   | 10    | 0        | 0       | 0    | 33   | 16    |
| 1993   | 500 cc | Yamaha of France         | YZR500   | 3     | 0        | 0       | 0    | 2    | 37    |
| Всього | Всього | Всього                   | Всього   | 72    | 27       | 39      | 33   | 610  |       |

### У розрізі класів
| Клас   | Гонки | Перемоги | Подіуми | Поул | Шв.кола | Очки | Титули |
| ------ | ----- | -------- | ------- | ---- | ------- | ---- | ------ |
| 250сс  | 10    | 7        | 8       | 6    | 6       | 127  | 1      |
| 500сс  | 62    | 20       | 31      | 27   | 18      | 483  | 2      |
| Всього | 72    | 27       | 39      | 33   | 24      | 610  | 3      |